# 라플라스 방정식
라플라스 방정식(Laplace's equation)은 2차 편미분 방정식의 하나로, 고윳값이 0인 라플라스 연산자의 고유함수가 만족시키는 방정식이다. 전자기학, 천문학 등에서 전위 및 중력 퍼텐셜을 다룰 때 쓰인다. 피에르시몽 라플라스의 이름을 땄다. 라플라스 방정식의 해를 조화함수라고 한다.

## 정의
{\displaystyle n}차원 리만 다양체에서 {\displaystyle \Delta }가 라플라스-벨트라미 연산자라고 하자. 그렇다면 라플라스 방정식은 다음과 같은 2차 편미분방정식이다.
{\displaystyle \Delta \phi =0}.
3차원 유클리드 공간에서는
{\displaystyle \Delta ={\frac {\partial ^{2}}{\partial x^{2}}}+{\frac {\partial ^{2}}{\partial y^{2}}}+{\frac {\partial ^{2}}{\partial z^{2}}}}
이므로,
{\displaystyle {\partial ^{2}\varphi  \over \partial x^{2}}+{\partial ^{2}\varphi  \over \partial y^{2}}+{\partial ^{2}\varphi  \over \partial z^{2}}=0}
이 된다.

### 관련된 편미분 방정식
우변을 주어진 함수 {\displaystyle f(x,y,z)}로 바꾼 경우
{\displaystyle \Delta \phi =f}
는 푸아송 방정식이라고 한다. 즉, 라플라스 방정식은 {\displaystyle f=0}인 푸아송 방정식의 특수한 경우다.
우변을 다음과 같이 바꾸면
{\displaystyle \Delta \phi =k^{2}\phi }
헬름홀츠 방정식을 얻는다. 라플라스 방정식은 {\displaystyle k^{2}=0}인 경우다.
코시-리만 방정식의 해의 두 성분 모두 각각 라플라스 방정식을 만족한다. (즉, 정칙함수의 실수 또는 허수 성분은 조화함수다.)

## 경계 조건
라플라스 방정식의 디리클레 문제란 어떤 영역 {\displaystyle D}의 경계에서의 φ가 특정 함수로 주어졌을 때, 영역 {\displaystyle D}위의 해 φ를 구하는 것이다. 열전도에서 등장하는 라플라스 방정식을 빗대어 보면, 이 문제는 다음과 같이 해석할 수 있다. 경계면의 온도를 특정한 온도로 일정하게 유지하고 내부의 온도가 더 이상 변화하지 않을 때까지 기다린 후 내부의 온도 분포를 찾는 것이 디리클레 문제에 해당한다.
라플라스 방정식의 노이만 경계 조건은 경계 D에서 함수 {\displaystyle \varphi } 자신이 아니라 법선 도함수를 조건으로 가진다. 물리학에서는 경계에서만 벡터장의 효과를 알고 있을 때 그 벡터장의 퍼텐셜을 구하는 데 사용한다.
라플라스 방정식의 해를 조화 함수라고 한다. 조화 함수는 방정식의 해가 되는 영역에서는 항상 해석적이다. 만일 두 함수가 각각 라플라스 방정식(또는 선형 동차 미분방정식)의 해라면, 두 함수의 선형 결합도 해이다. 이 성질을 중첩의 원리라고 하며 복잡한 문제의 해를 간단한 해들로 나타낼 수 있기 때문에 유용하게 쓰인다.

## 2차원 라플라스 방정식
2차원에서 라플라스 방정식은 두 개의 의존변수
{\displaystyle {\frac {\partial ^{2}\psi }{\partial x^{2}}}+{\frac {\partial ^{2}\psi }{\partial y^{2}}}\equiv \psi _{xx}+\psi _{yy}=0.}
의 형태로 나타난다.

### 2차원 라플라스 방정식의 차분방정식
{\displaystyle u\left(x+h,y\right)+u\left(x,y+h\right)+u\left(x-h,y\right)+u\left(x,y-h\right)-4u\left(x,y\right)=0}
{\displaystyle h}는 격하게 (mesh size)
푸아송 방정식의 차분방정식은 다음과 같다.
{\displaystyle u\left(x+h,y\right)+u\left(x,y+h\right)+u\left(x-h,y\right)+u\left(x,y-h\right)-4u\left(x,y\right)=h^{2}f\left(x,y\right)}

### 해석적 함수
복소 범위의 해석적 함수 {\displaystyle f}의 실수부와 허수부는 모두 라플라스 방정식을 만족한다.
{\displaystyle z=x+iy}이고
{\displaystyle f(z)=u(x,y)+iv(x,y)}
라 하자. {\displaystyle f(z)}가 해석적이려면
{\displaystyle u_{x}=v_{y},v_{x}=-u_{y}}
를 만족해야 한다(코시-리만 방정식). 여기서
{\displaystyle (u_{y})_{y}=(-v_{x})_{y}=-(v_{y})_{x}=-(u_{x})_{x}}
이다. 따라서 {\displaystyle u}는 라플라스 방정식을 만족한다. {\displaystyle v}도 비슷한 방법으로 라플라스 방정식을 만족함을 보일 수 있다.

### 2차원 라플라스 방정식과 푸리에 급수
극좌표계 {\displaystyle (r,\theta )}에서 라플라스 연산자는 다음과 같다.
{\displaystyle \Delta =r^{-1}{\frac {\partial }{\partial r}}r{\frac {\partial }{\partial r}}+r^{-2}{\frac {\partial ^{2}}{\partial \theta ^{2}}}}.
따라서 그 일반해는 변수분리법으로 구할 수 있고, 다음과 같다.
{\displaystyle \phi (r,\theta )=\sum _{n=-\infty }^{\infty }\left(a_{n}r^{n}\cos n\phi +b_{n}r^{n}\sin n\theta \right)}.
이는 함수 {\displaystyle \phi }의 푸리에 급수임을 알 수 있다. 이는
{\displaystyle \phi (r,\theta )=\operatorname {Re} \left[\sum _{n=-\infty }^{\infty }(a_{n}-ib_{n})z^{n}\right]}
으로 나타낼 수 있다. 즉, 푸리에 급수의 계수는 로랑 급수의 계수와 같다.

## 3차원 라플라스 방정식
3차원 공간에서, 구면좌표계 {\displaystyle (r,\theta ,\phi )}에서 변수분리법을 적용하면 라플라스 방정식의 일반해는 다음과 같다.
{\displaystyle f(r,\theta ,\phi )=\sum _{l=0}^{\infty }\sum _{m=-l}^{l}\left(a_{l}^{m}r^{l}+b_{l}^{m}r^{-l-1}\right)Y_{l}^{m}(\theta ,\phi )}.
여기서 {\displaystyle Y_{l}^{m}(\theta ,\phi )}는 구면 조화 함수이고, {\displaystyle a_{l}^{m}}와 {\displaystyle b_{l}^{m}}은 임의의 계수다. 물론, {\displaystyle f}가 원점에서 연속적이려면 {\displaystyle b_{l}^{m}=0}이다.

## 같이 보기
- 헬름홀츠 방정식
- 퍼텐셜 이론
- 포텐셜 유동
- 언쇼 정리